# Тайно общество
Терминът тайно общество се използва за означаване на различни видове братски организации – от обикновени и безвредни (като университетските братства) до легендарни организации, описани в разнообразни конспиративни теории като изключително всемогъщи, имащи глобален обхват, собствена политика и финансови източници и често специална цел. Обикновено тайното общество е сплотено от общи политически, икономически, спиритистки, религиозни, окултни, езотерични интереси. Тъй като по принцип подбудите, стоящи зад организацията на тайното общество, са конспиративни, познанията на обществото се пазят в тайна от публичната общественост.

## Характеристика
Едно тайно общество обикновено притежава следните характерни особености:
- Уникалност – то е единствено по рода си;
- Неуязвимост и дълговечност – просъществува през вековете, не се влияе от политически и икономически кризи, поради това съществуването му е неограничено във времето;
- Собствени учения, обикновено организирани в отделни степени;
- Различните степени на познанието са достъпни само за избрани личности;
- Ученията водят до тайни и уникални по рода си истини;
- Познанието за тези истини издига познаващия ги отвъд възможностите и разбиранията на непросветените;
- Тайното общество има силна склонност за подпомагане на своите членове.

## Тайна организация
Според действалия в периода 1941 – 1945 български закона за защита на нацията тайна организация е онази 
| „ | която преследва скрити цели, или има скрито устройство, или действува скрито, или задължава членовете си да пазят тайна по делата ѝ | “ |

## Концепцията за тайното споразумение
Жизненоважен критерий за функционирането на тайното общество е укриването на неговото съществуване. Голяма част от тайните общества изискват от своите членове да положат клетва при приемането си. Тя обикновено включва обещание за подкрепяне на организацията, за укриване и отричане на принадлежността към организацията. Често при неспазване на клетвата следват наказания – от морални и финансови до физически и смърт.

## Популярни тайни общества
- Династията Y, пратеници на бог (властимащи)
- Масони, споменавани в множество творби
- Илюминати, имащи връзка с масоните
- Мафия, мощна съвременна тайна организация
- Орден на Дракона, основан от император Сигизмунд Люксембургски през 1408 г.
- Ку Клукс Клан, расистко тайно общество от САЩ
- Златната Зора, окултно общество от Англия, чиито учения с в основите на окултизма по цял свят
- Розенкройцерски орден, езотерична организация, информация за която се появява още през 17 век
- Общество Туле, теософска организация, спомагаща идването на власт на НСДАП
- Езотерично християнство, вътрешно учение на Христос свързано с различни духовни традиции през вековете (есеи, гностични учения, богомили, розенкройцери).